# Ecnomus similis
Ecnomus similis är en nattsländeart som beskrevs av Martin E. Mosely 1932. Ecnomus similis ingår i släktet Ecnomus och familjen trattnattsländor. Inga underarter finns listade i Catalogue of Life.